# Хикман, Говард
Го́вард Ча́рльз Хи́кман (англ. Howard Charles Hickman; 9 февраля 1880, Колумбия, Миссури, США — 31 декабря 1949, Сан-Ансельмо, Калифорния, США) — американский актёр, режиссёр, драматург и сценарист.

## Биография и карьера
Говард Чарльз Хикман родился 9 февраля 1880 года в Колумбии (штат Миссури, США). С 1907 года он был женат на актрисе Бесси Баррискейл, в 1908 году у них родился сын.
Хикман был опытным режиссёром, который участвовал в фильмах под покровительством продюсера Томаса Х. Инса. Хикман снял 19 фильмов и снялся вместе со своей женой, актрисой Бесси Баррискейл, в нескольких постановках, прежде чем вернуться в театр.
С появлением звукового кино, Хикман вернулся в киноиндустрию, но получал, в основном, небольшие роли, часто в качестве авторитарной фигуры. Хикман появился в небольшой роли владельца плантации Джона Уилкса, отца Эшли Уилкс, в «Унесённых ветром» (1939). Он закончил свою карьеру в кино в 1944 году, сыграв более чем в 270 фильмах.
Хикман умер 31 декабря 1949 года от инфаркта миокарда в Сан-Ансельмо, штат Калифорния, не дожив 5 недель до своего 70-летнего юбилея, и был похоронен на Кладбище горы Тамальпаис в Сан-Рафеле, штат Калифорния.

## Избранная фильмография
| Год  |   | Русское название          | Оригинальное название  | Роль                                             |
| ---- | - | ------------------------- | ---------------------- | ------------------------------------------------ |
| 1934 | ф | Двадцатый век             | Twentieth Century      | Доктор Джонсон                                   |
| 1935 | ф | Убийство человека         | The Murder Man         | Говард Дженнингс                                 |
| 1936 | ф | Ярость                    | Fury                   | Губернатор                                       |
| 1936 | ф | Время свинга              | Swing Time             | Первый министр                                   |
| 1938 | ф | Разгром рэкета            | Smashing the Rackets   | Джеймс Джей Кэрю                                 |
| 1939 | ф | Возвращение доктора Икс   | The Return of Doctor X | Председатель                                     |
| 1939 | ф | Унесённые ветром          | Gone with the Wind     | Джон Уилкс                                       |
| 1940 | ф | Чёрная команда            | Dark Command           | Южанин, ораторствующий за голоса                 |
| 1940 | ф | Они ехали ночью           | They Drive by Night    | Судья                                            |
| 1940 | ф | Вирджиния-сити            | Virginia City          | Пейдж, генерал Конфедерации / не указан в титрах |
| 1941 | ф | Цветы в пыли              | Blossoms in the Dust   | Сенатор от Техаса                                |
| 1941 | ф | Пикирующий бомбардировщик | Dive Bomber            | Адмирал                                          |
| 1943 | ф | Дозор на Рейне            | Watch on the Rhine     | Сайрус Пенфилд                                   |
| 1944 | ф | Капитан Америка           | Captain America        | Адвокат Лимана (гл. 4)                           |